# Рудрасена I
Рудрасена I — сакський правитель з династії Західні Кшатрапи. Правив давньоіндійською територією Малава.